# Skałat Stary (gmina)
Skałat Stary – dawna gmina wiejska w powiecie skałackim województwa tarnopolskiego II Rzeczypospolitej. Siedzibą gminy był Skałat Stary.

## Historia
Gminę utworzono 1 sierpnia 1934 r. w ramach reformy na podstawie ustawy scaleniowej z dotychczasowych gmin wiejskich: Chmieliska, Nowosiółka Skałacka, Połupanówka i Skałat Stary.
W marcu 1938 przyznano honorowe obywatelstwo gminy Skałat Stary Marszałkowi Edwardowi Śmigłemu-Rydzowi.
Po II wojnie światowej obszar gminy znalazł się w ZSRR.